# Église Saint-Martin (Sancey-le-Grand)

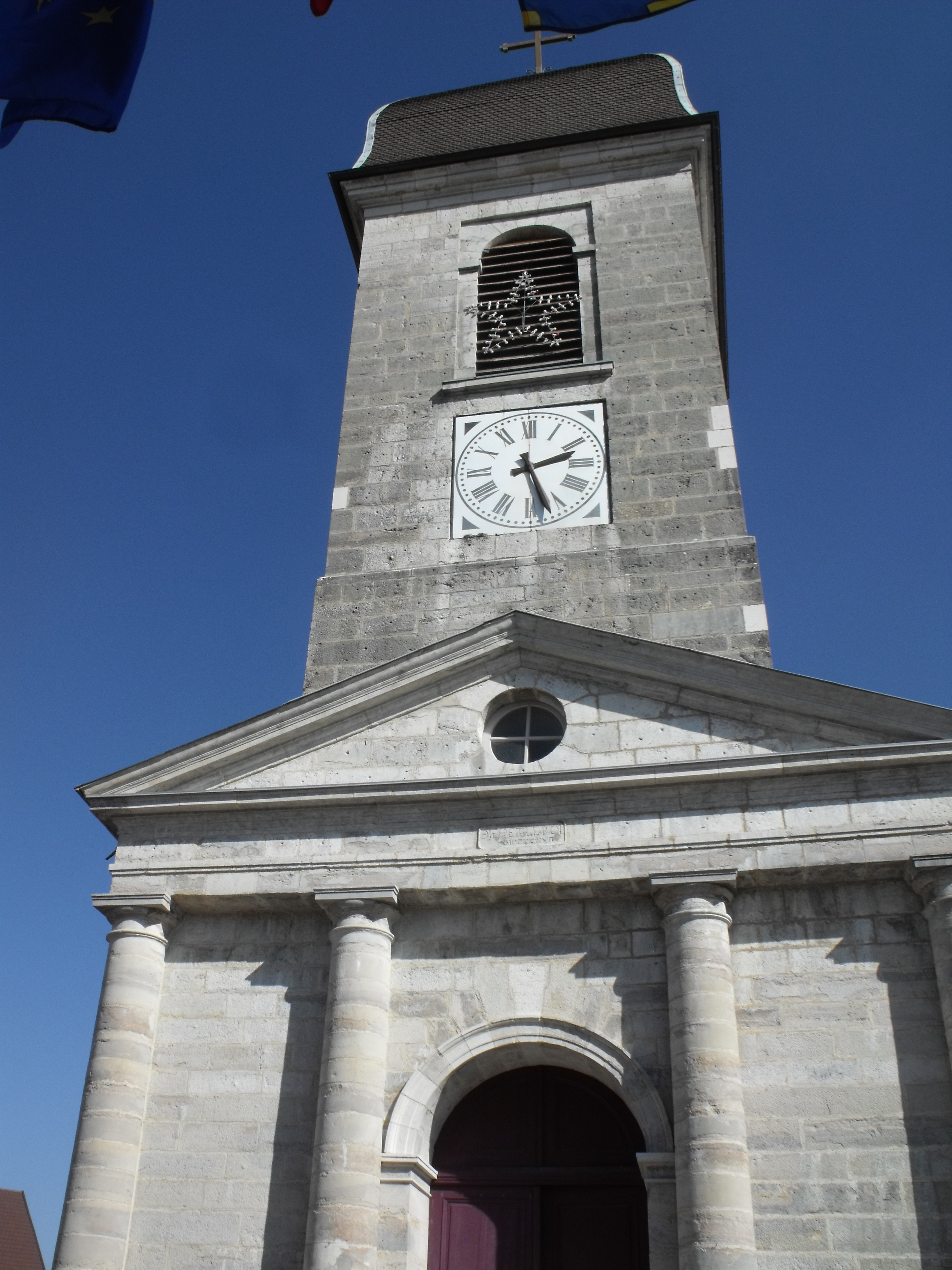
Eglise Saint-Martin in Sancey-le-Grand (Frankrijk)

De kerk Saint-Martin of église Saint-Martin bevindt zich in het dorp Sancey-le-Grand, departement Doubs in Frankrijk; dit is in de landstreek Franche-Comté. De parochie Sancey-Belleherbe behoort tot het aartsbisdom Besançon.
De kerk dateert van de 15e eeuw en bezit een klokkentoren met bol koepeldak die typisch is aan kerken in Franche-Comté. De lokale naam van zulk een toren is clocher comtois. In de kerk staan vijf retabels elk met een altaarschilderij. 
Zowel het kerkgebouw als de retabels zijn beschermd historisch erfgoed van Frankrijk, en dit sinds 1925.